# Arabella Kiesbauer

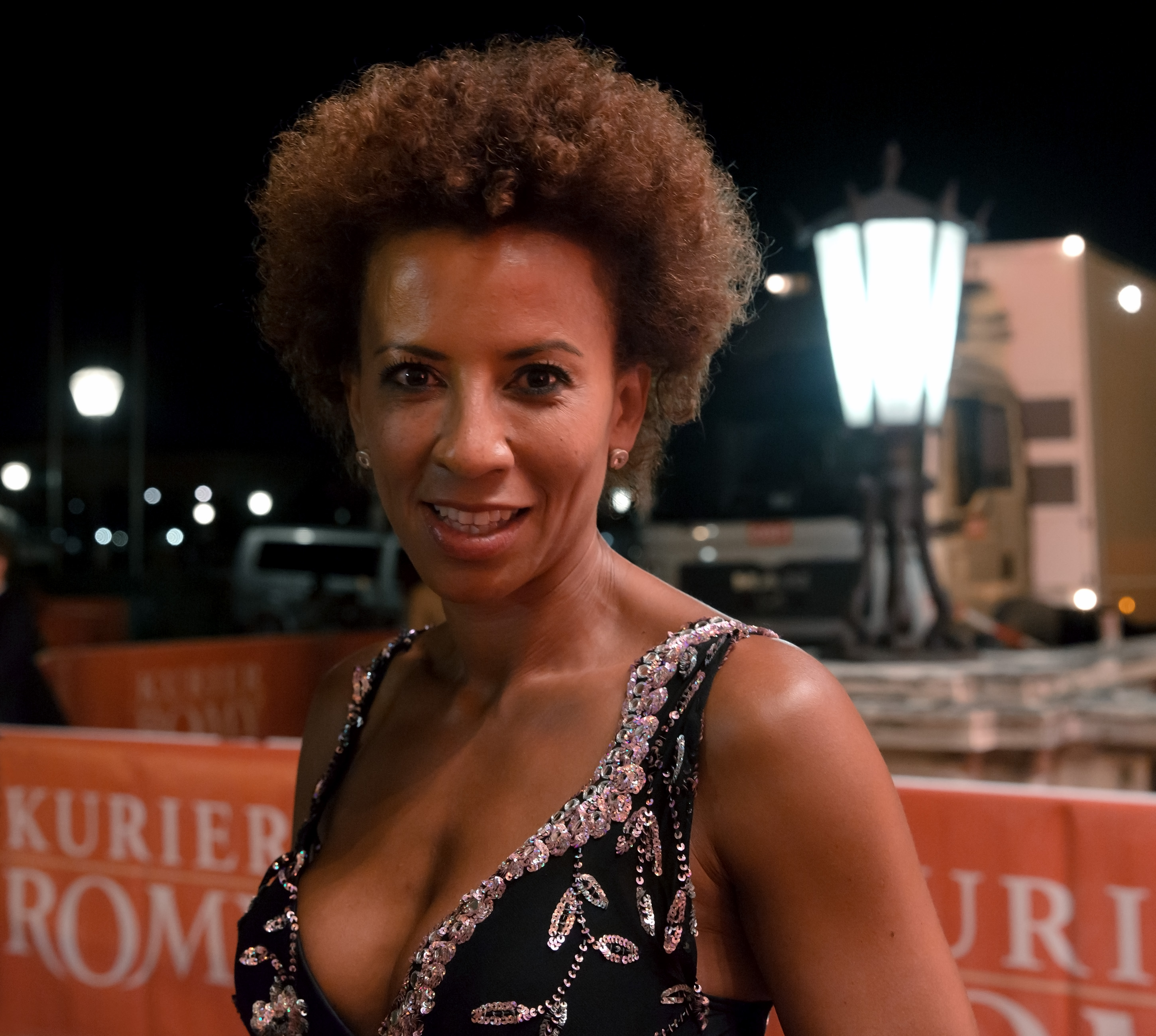
Arabella Kiesbauer april 2015.

Cosima Arabella-Asereba Kiesbauer, född 8 april 1969 i Wien, är en österrikisk programledare, författare och skådespelare. Hon var tillsammans med Mirjam Weichselbraun och Alice Tumler, programledare för Eurovision Song Contest 2015 i Wien som sändes den 19:e, 21:a och 23 maj 2015.
Kiesbauer växte upp i Wien tillsammans med en släkting, då varken hennes mor eller far kunde ta om henne. Hon är sedan november 2004, gift med affärsmannen Florens Eblinger. Tillsammans har de två barn, en dotter, född 2 december 2007 och en son, född 19 december 2010.

## TV-program
- 1994–2004 – Arabella (TV-serie)